# Mały Złoty Ogród

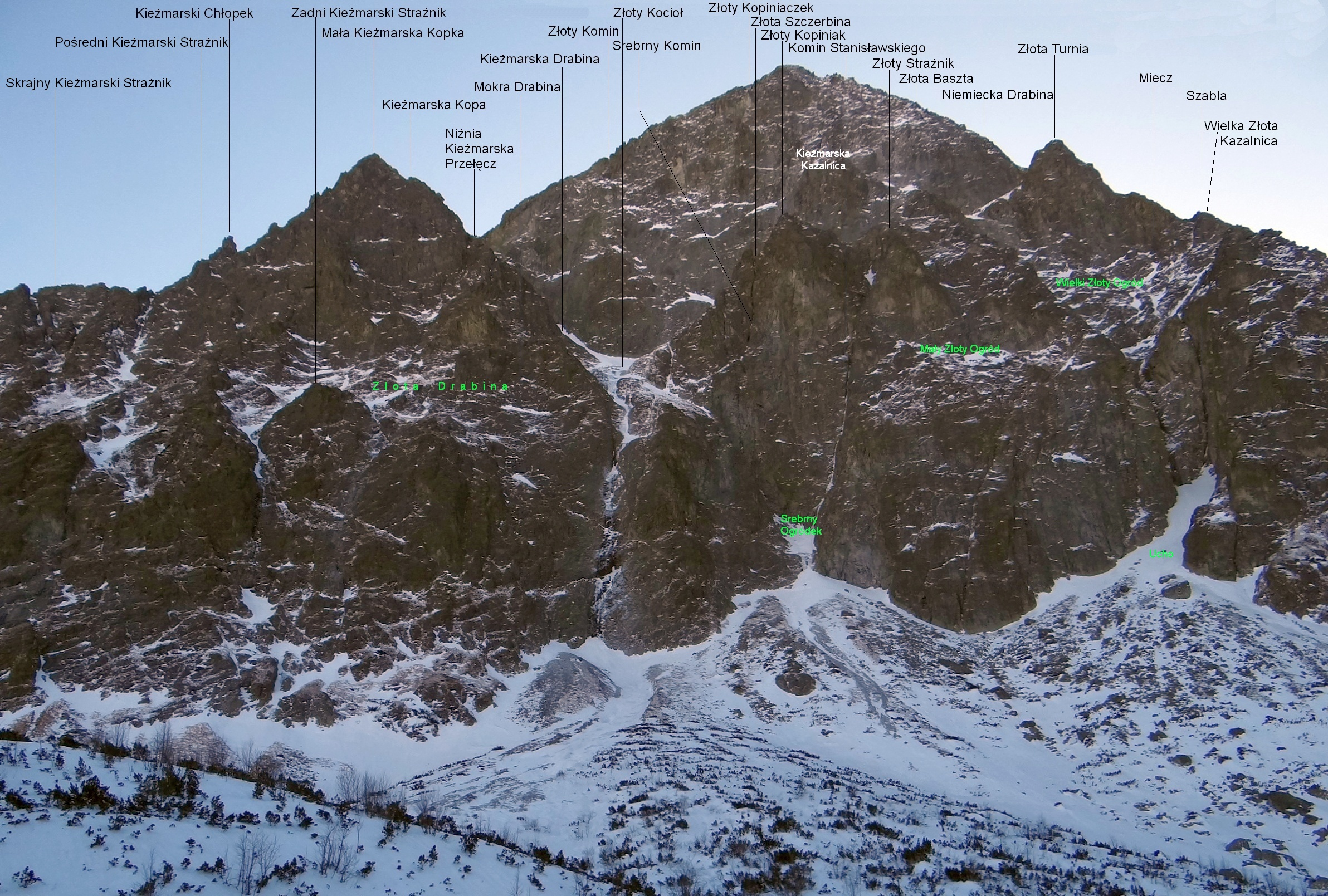
Widok z Doliny Zielonej Kieżmarskiej

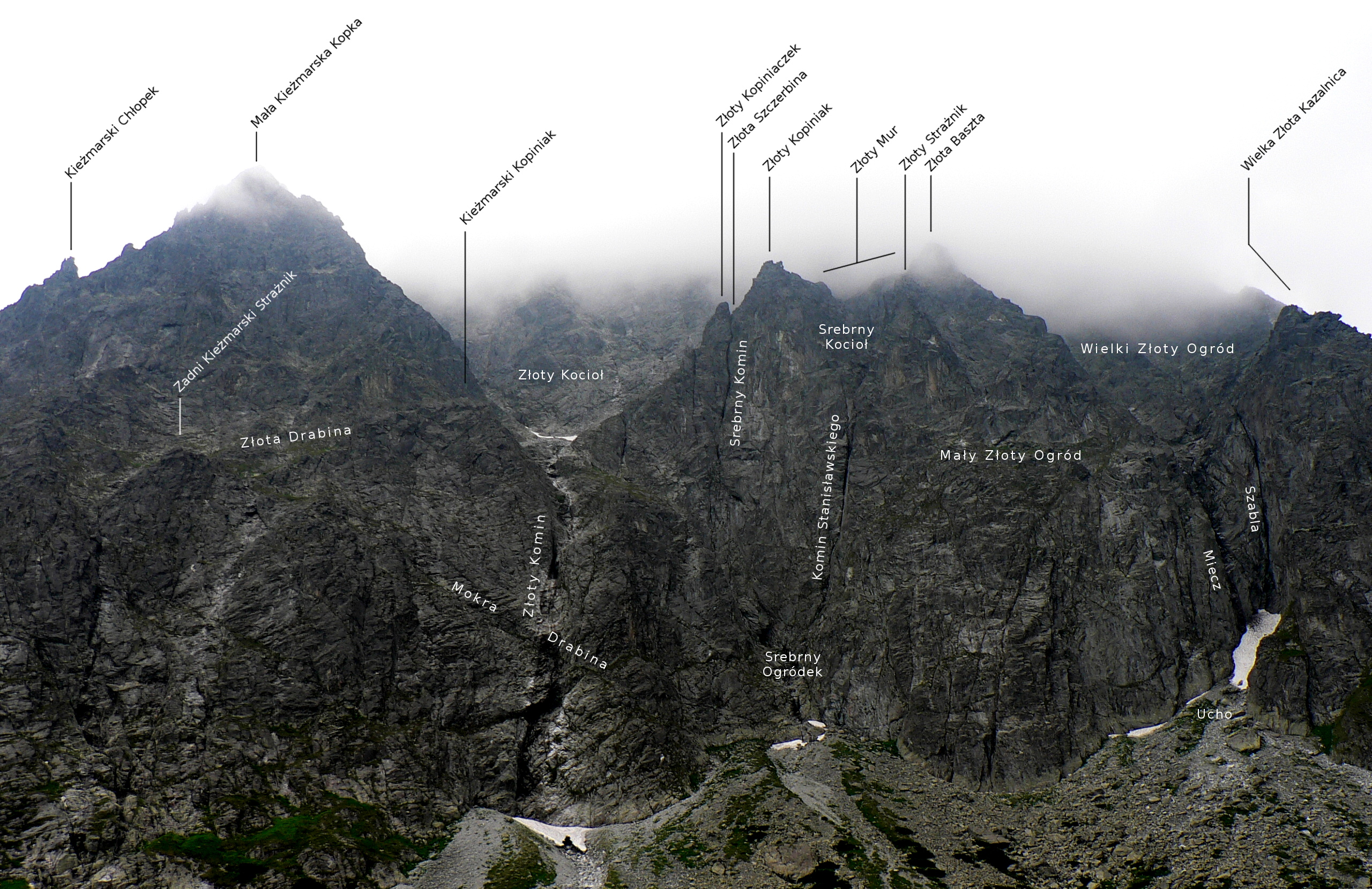

Mały Złoty Ogród (niem. Kleiner Goldener Garten, słow. Malá zlatá záhrada, węg. Kis-Arany-kert) – taras na północnej ścianie Małego Kieżmarskiego Szczytu w słowackich Tatrach Wysokich. Znajduje się w dolnej części jego ściany opadającej do kotła lodowcowego Zielonego Stawu Kieżmarskiego, a dokładniej w środkowej części turni Złoty Strażnik i Złota Baszta. Skalista ściana poniżej Małego Złotego Ogrodu opada do piargów Srebrnego Ogródka i Ucha.
Północna ściana Małego Kieżmarskiego Szczytu jest popularnym celem wspinaczkowym taterników, którzy licznym jej formacjom nadali nazwy. „Złote” nazewnictwo w tym rejonie związane jest z poszukiwaniem złota. Znana z poszukiwań kruszcu w XVIII wieku była m.in. pochodząca z Kieżmarku rodzina szewców Fabri (Fabry). Złota nie znaleźli, ale odkryli rudę miedzi, którą następnie wydobywali. Dodatkową korzyścią było doskonałe poznanie ścian Małego Kieżmarskiego Szczytu, dzięki czemu byli zatrudniani w tym rejonie jako przewodnicy.
W gwarze podhalańskiej używane przez pasterzy i myśliwych słowo ogród oznaczało położony wysoko w skałach niewielki kociołek o piarżystym dnie i podciętej ścianie, taras lub piętro doliny. W Tatrach jest wiele nazw ze słowem ogród, ogródek, nie wszystkie jednak są ludowego pochodzenia, część z nich utworzona została przez kartografów, turystów lub taterników.

## Drogi wspinaczkowe
Przez Mały Złoty Ogród prowadzą 3 drogi wspinaczkowe. Wychodzą ze Srebrnego Ogródka lub wspólnej części Srebrnego Ogródka i Ucha:
- Droga Bocek-Sadek do Małego Złotego Ogródka; trudność VI w skali tatrzańskiej, A0, czas przejścia 7h, pierwsze przejście K. Bocek, M.Sadek, 1972
- Wariant kominem do Niemieckiej Drabiny; VI
- Kamasutra (do Niemieckiej Drabiny); VI, A4, 20 h, P. Jackovic, J. Skokan, 2002